# Hans-Günther Zimmermann
Hans-Günther „Jimmy“ Zimmermann (* 1951) ist ein deutscher Jugendbuchautor.

## Leben
Zimmermann lebte von 1955 bis 1960 in Böblingen. Dann zog seine Familie nach Stuttgart und später nach Freiburg, wo er auch studierte.
Zusammen mit seiner Frau Irene Zimmermann schrieb er vier Bücher der Reihe „Das tolle Trio“. Der in der Mädchenbuchreihe Freche Mädchen – freche Bücher erschienene Titel „Mathe, Stress und Liebeskummer“ wurde ein großer Erfolg und erschien 2004 unter dem Titel „Maths, Stress and a Lovesick Heart“ auch auf Englisch. Weitere Mädchenbücher von Zimmermann erschienen; nach der Trennung von seiner Frau schrieb er selbst jedoch an keinem Mädchenbuch mehr. Zimmermann lebt seit 2001 in Stuttgart und arbeitet seit 2003 als Deutschlehrer an einer Waldorfschule.

## Werke
Zusammen mit Irene Zimmermann schrieb er folgende Jugendbücher:  
- Das tolle Trio jagt den Hamster, 1996
- Das tolle Trio jagt die Elster, 1997
- Karlchen macht das Rennen, 1998
- Das tolle Trio jagt den Goldfisch, 2000
- Mathe, Stress und Liebeskummer, 2000
- Liebe, Chaos, Klassenfahrt, 2000
- Küsse, Krisen, große Ferien, 2000
- Schule, Frust und große Liebe, 2001
- Das tolle Trio jagt den Salamander, 2001
- Küsse, Chaos, Feriencamp, 2001
- Freche Mädchen – freche Ferien (Doppelband, enthält „Liebe, Chaos, Klassenfahrt“ und „Küsse, Krisen, große Ferien“), 2002
- Freche Mädchen – verliebte Ferien (Sammelband mit 2 weiteren Autorinnen, enthalten ist „Küsse, Chaos, Feriencamp“, 2001), 2006